# István Palkovits
István Palkovits (27 de diciembre de 2000) es un deportista de Hungría que compite en atletismo. Ganó una medalla de oro en el Campeonato Europeo de Atletismo Sub-23 de 2021, en la prueba de 3000 m obstáculos.